# Coelioxys sexmaculata
Coelioxys sexmaculata är en biart som beskrevs av Cameron 1897. Coelioxys sexmaculata ingår i släktet kägelbin, och familjen buksamlarbin. Inga underarter finns listade i Catalogue of Life.